# Tadashi Yanai
Tadashi Yanai (jap. 柳井 正, Yanai Tadashi; * 7. Februar 1949) ist ein japanischer Unternehmer.

## Leben
Yanai besuchte die Oberschule Ube und studierte danach an der Waseda-Universität Politik- und Wirtschaftswissenschaften. Yanai gründete Fast Retailing, Asiens größtes Bekleidungsunternehmen, das auch für dessen Tochterunternehmen Uniqlo bekannt ist.
Nach Angaben des US-amerikanischen Forbes Magazine betrug sein Vermögen und das seiner Familie im April 2022 ca. 26 Milliarden US$, womit er als reichster Japaner in The World’s Billionaires geführt wird. Yanai ist verheiratet und hat zwei Kinder.